# Kasa Rolniczego Ubezpieczenia Społecznego

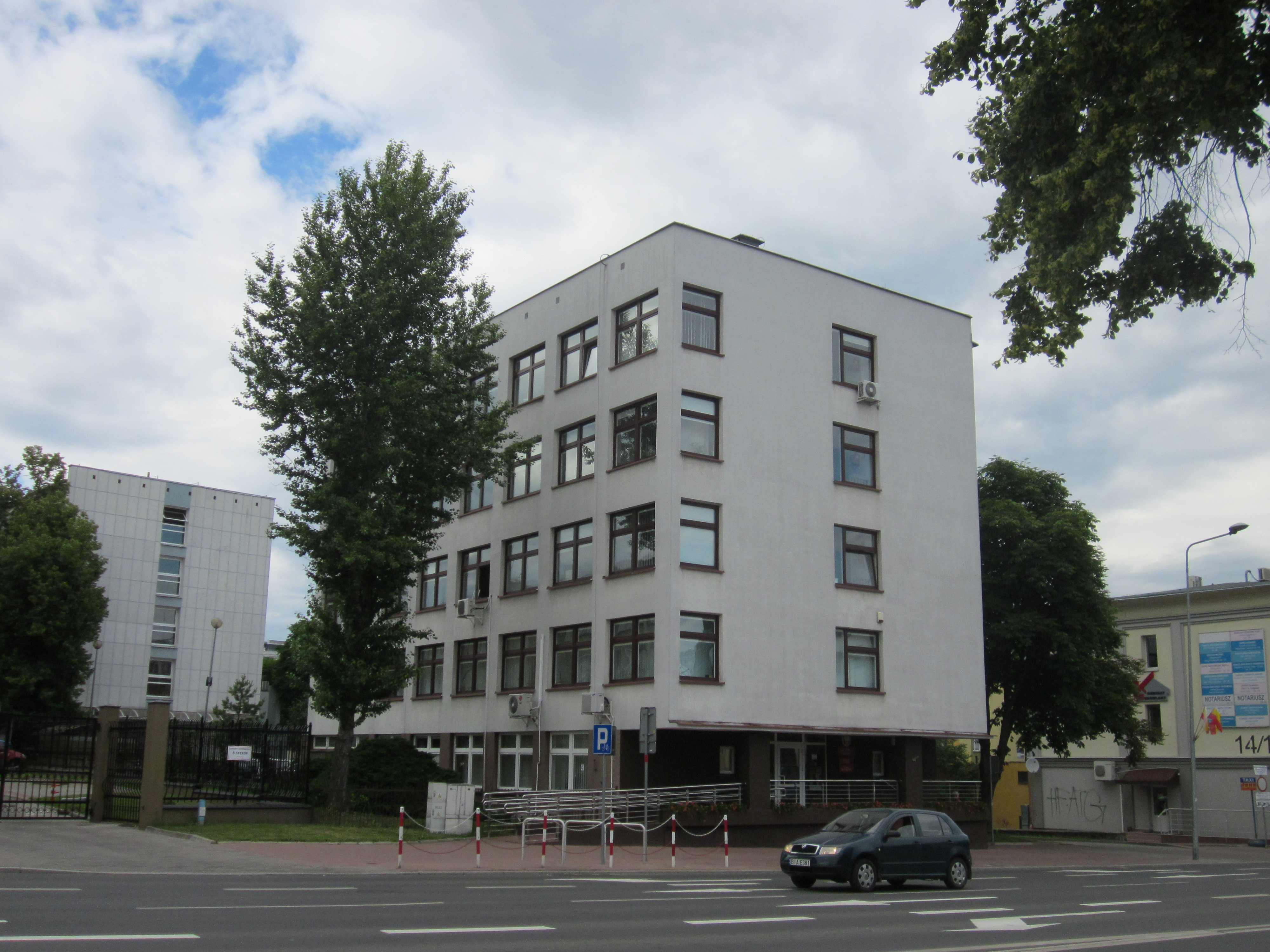
Oddział regionalny KRUS w Białymstoku

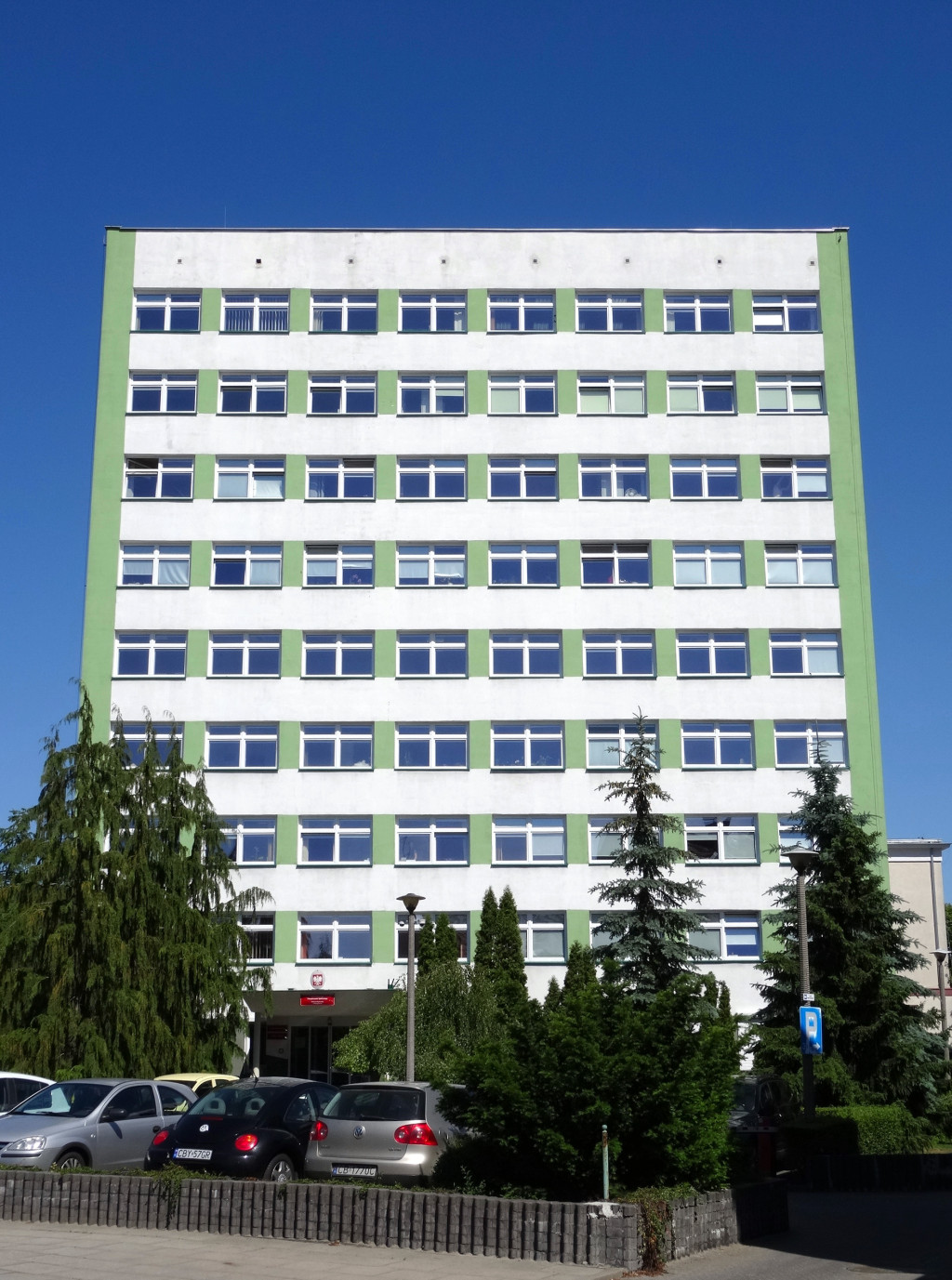
Oddział regionalny KRUS w Bydgoszczy

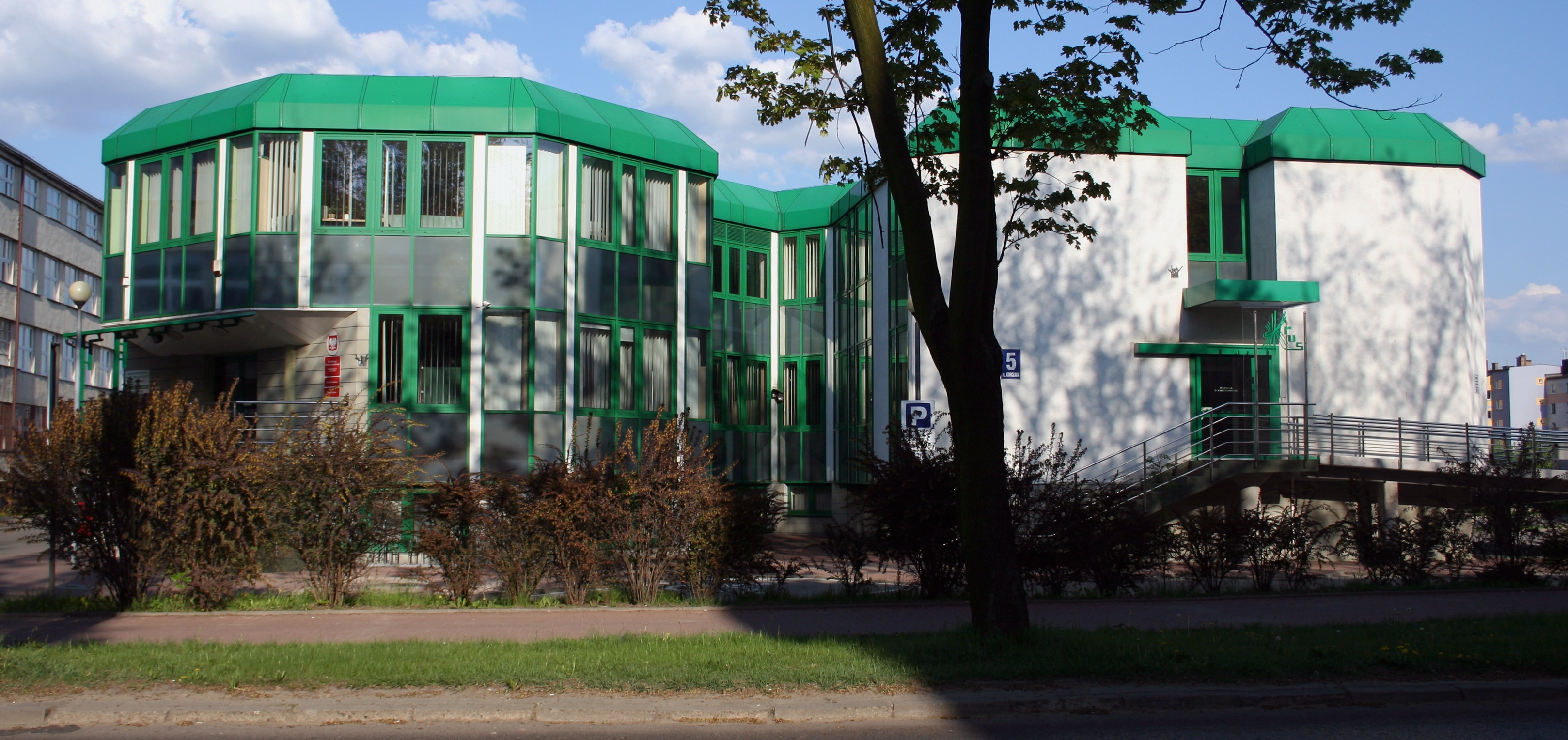
Oddział regionalny KRUS w Częstochowie

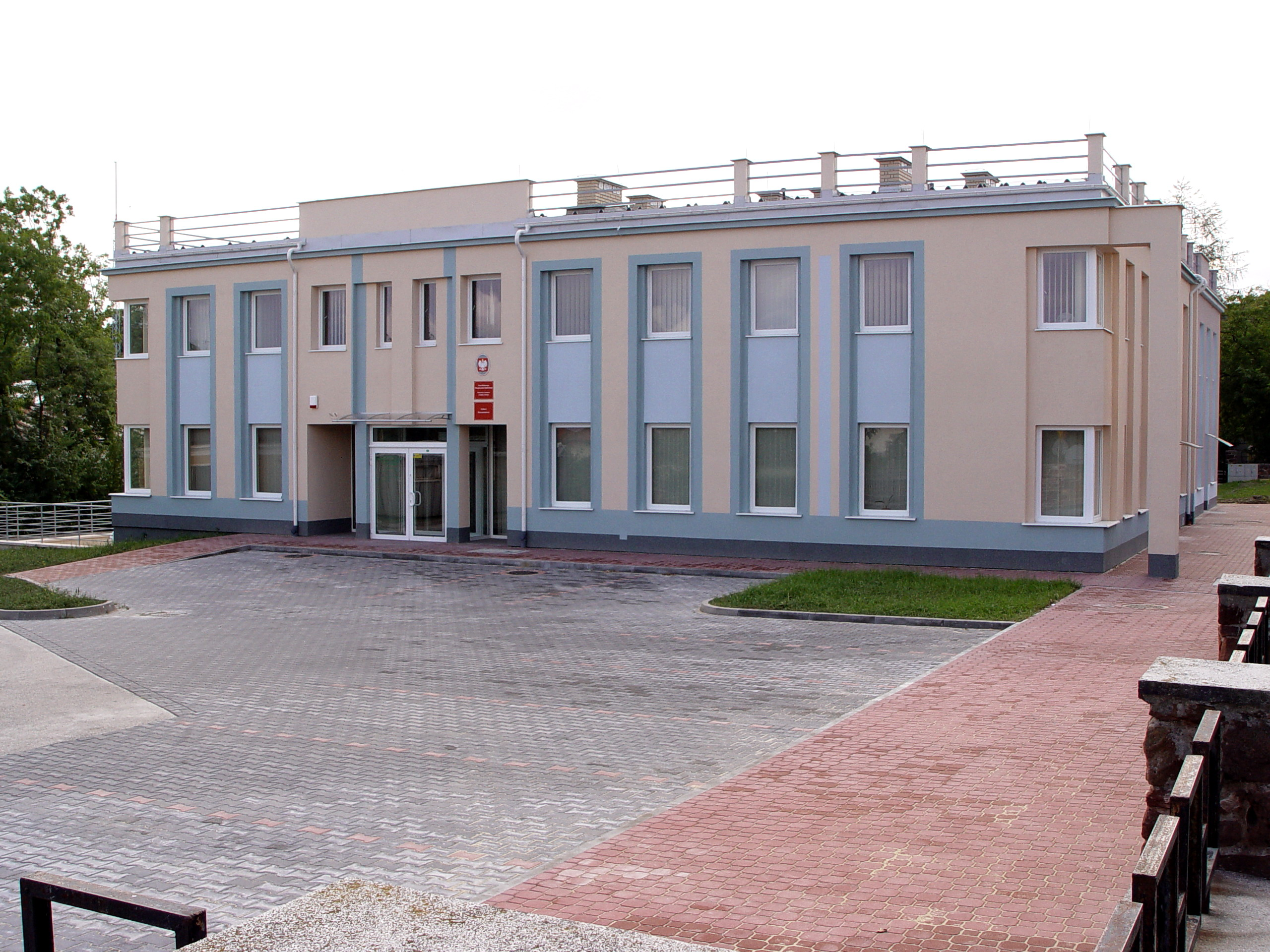
Placówka terenowa KRUS w Busku-Zdroju

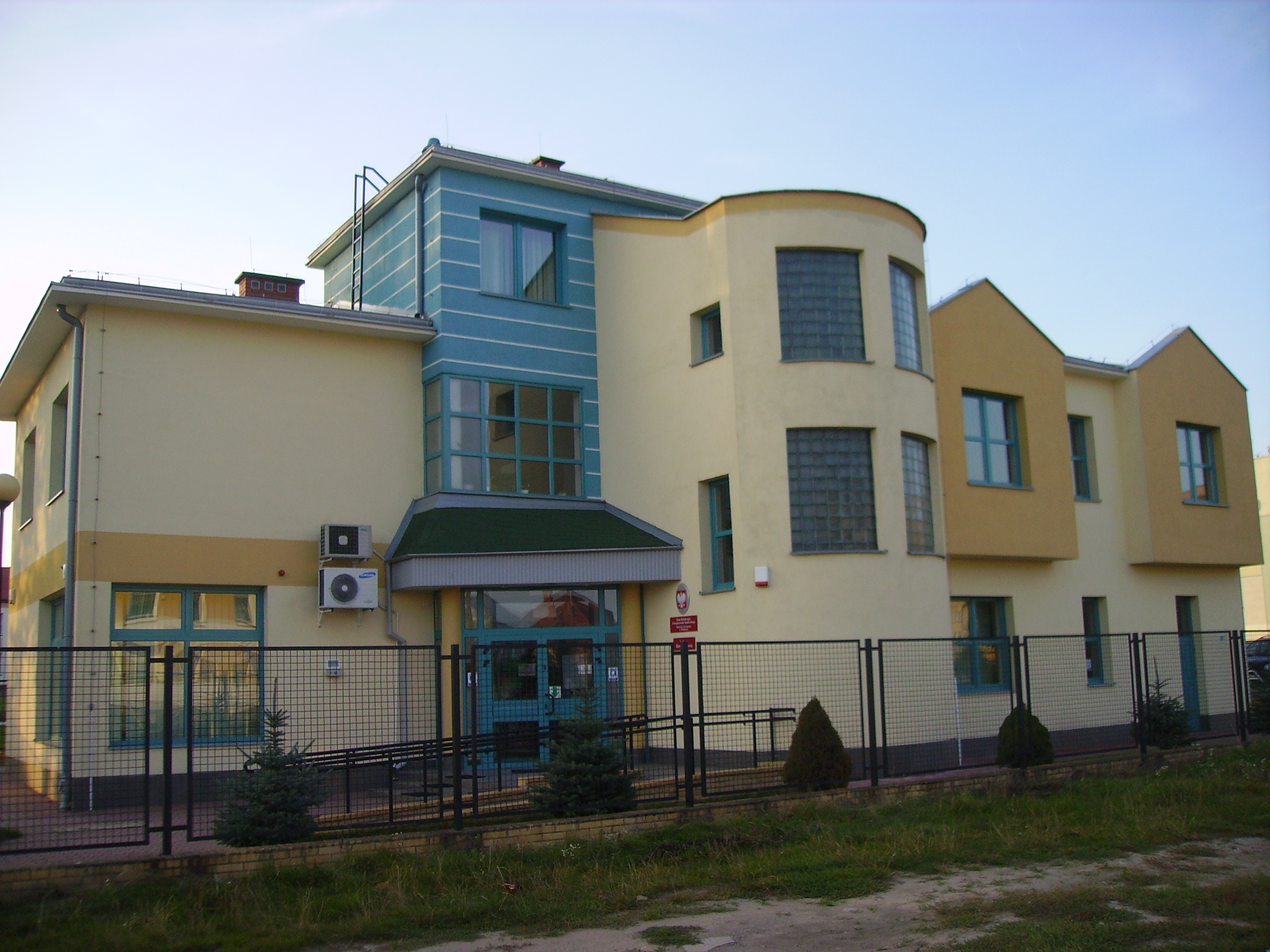
Placówka terenowa KRUS w Mońkach

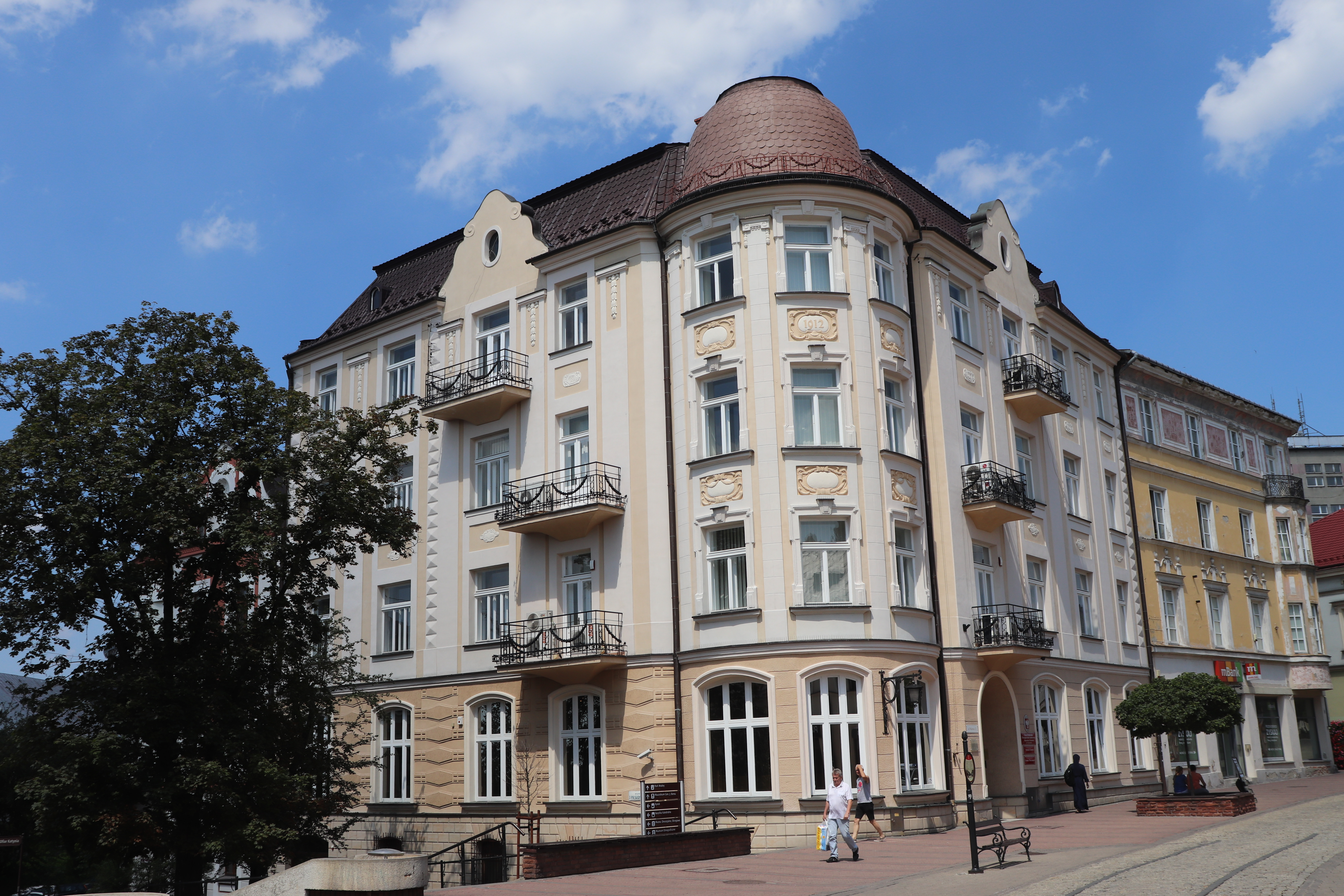
Placówka terenowa KRUS w Tarnowie

Kasa Rolniczego Ubezpieczenia Społecznego (KRUS) – instytucja państwowa odpowiedzialna za ubezpieczenie społeczne rolników, uregulowane ustawą z 20 grudnia 1990.
Centrala KRUS znajduje się przy alei Niepodległości 190 w Warszawie.

## Działalność
W 1991 r. Fundusz Ubezpieczenia Społecznego Rolników, obsługiwany przez ZUS, zastąpiono pięcioma funduszami, a do ich obsługi powołano Kasę Rolniczego Ubezpieczenia Społecznego. KRUS przejął zadania realizowane przez ZUS i urzędy gminne.
W ubezpieczeniu społecznym rolników wyodrębniono dwa rodzaje ubezpieczenia, które są finansowane na odmiennych zasadach w ramach osobnych funduszy celowych:
- Świadczenia wypadkowe, chorobowe i macierzyńskie, są finansowane ze składek ubezpieczonych rolników gromadzonych w Funduszu Składkowym[4].
- Z Funduszu Emerytalno-Rentowego są wypłacane emerytury i renty rolnicze oraz finansowane ubezpieczenia zdrowotne i inne wydatki. Państwo gwarantuje wypłatę świadczeń finansowanych z funduszu[4].

Obsługę obu rodzajów ubezpieczenia realizuje KRUS, która m.in. prowadzi ewidencję okresów podlegania ubezpieczeniu, dokonuje poboru składek oraz wypłaca świadczenia. Ta działalność KRUS finansowana jest z Funduszu Administracyjnego tworzonego głównie z wpłat obsługiwanych funduszy.
Kasa prowadzi również działalność prewencyjną (np. konkurs Bezpieczne Gospodarstwo Rolne), rehabilitację leczniczą i wydzielone orzecznictwo lekarskie, zasiłki rodzinne, pielęgnacyjne, świadczenia kombatanckie dla inwalidów wojennych, pełni funkcję płatnika składek na ubezpieczenie zdrowotne.

### Struktura organizacyjna
Strukturę organizacyjną KRUS tworzą:
- Centrala
- 16 oddziałów regionalnych,
- 256 placówek terenowych.

### Budżet, zatrudnienie, i wynagrodzenia
Wydatki i dochody Kasy Rolniczego Ubezpieczenia Społecznego są realizowane w części 72 budżetu państwa.
W 2017 wydatki KRUS wyniosły 17 mld 092,49 mln zł, a dochody 5,77 mln zł. Przeciętne zatrudnienie w przeliczeniu na pełne etaty wyniosło 6180 osób, a średnie miesięczne wynagrodzenie brutto 4310 zł (w centrali KRUS w Warszawie 5382 zł).
W ustawie budżetowej na 2018 wydatki Kasy Rolniczego Ubezpieczenia Społecznego zaplanowano w wysokości 17 mld 936,44 mln zł, a dochody 0,002 mln zł.

### Gospodarka finansowa KRUS
Kasa Rolniczych Ubezpieczeń Społecznych prowadzi samodzielną gospodarkę finansową.
Finansują ją następujące fundusze:
- Fundusz składkowy (Fundusz Składkowy Ubezpieczenia Społecznego Rolników) – jest osobą prawną, utworzoną na podstawie ustawy o ubezpieczeniu społecznym rolników[7]. Nadzór nad funduszem składkowym pełni Rada Nadzorcza Funduszu Składkowego. W skład Rady Nadzorczej funduszu składkowego wchodzi 5 przedstawicieli Rady Rolników i 2 przedstawicieli wyznaczonych przez ministra właściwego do spraw rozwoju wsi oraz po 1 przedstawicielu wyznaczonym przez ministra właściwego do spraw finansów publicznych i ministra właściwego do spraw zabezpieczenia społecznego. Tworzy się go ze składek na ubezpieczenie wypadkowe, chorobowe i macierzyńskie oraz z innych źródeł określonych w statucie funduszu składkowego. Przeznaczony jest na finansowanie świadczeń z ubezpieczenie wypadkowego, chorobowego i macierzyńskiego, bezpośrednich kosztów funkcjonowania Rady Rolników, kosztów zarządzania funduszem i wykonywania jego zobowiązań jako osoby prawnej, działalności Kasy, niedoboru funduszu administracyjnego. W razie powstania niedoboru funduszu składkowego, może być zaciągnięty kredyt bankowy w wysokości niezbędnej do pokrycia niedoboru. Spłatę kredytu uwzględnia się przy ustalaniu wysokości składki na ubezpieczenie wypadkowe, chorobowe i macierzyńskie w okresie jego spłaty[8]. Fundusz składkowy nie jest funduszem celowym.
- Fundusz emerytalno-rentowy – tworzony jest ze składek na ubezpieczenie emerytalno-rentowe, z refundacji ze środków Funduszu Ubezpieczeń Społecznych, a także z uzupełniającej dotacji z budżetu państwa. Przeznacza się go na finansowanie świadczeń z ubezpieczenia emerytalno-rentowego, emerytur i rent z innego ubezpieczenia społecznego, wypłacanych łącznie ze świadczeniami z ubezpieczenia emerytalno-rentowego, wraz z dodatkami, refundacji określonych kosztów Funduszowi Ubezpieczeń Społecznych, jeżeli przepisy emerytalne przewidują taką refundację, ubezpieczeń zdrowotnych rolników i pracujących z nimi domowników podlegających ubezpieczeniu społecznemu, osób pobierających świadczenia emerytalno-rentowe w części składkowej, rolników, którzy nie podlegają ubezpieczeniu społecznemu, a podlegają ubezpieczeniu zdrowotnemu[8].
- Fundusz prewencji i rehabilitacji – przeznaczony jest do finansowania kosztów rzeczowych wynikających z realizacji zadań KRUS. Tworzony jest z odpisów od funduszu składkowego w wysokości do 5% oraz dotacji z budżetu państwa. (Ustawa o ubezpieczeniu społecznym rolników z dnia 20 grudnia 1990 r. Art 80 pkt 2)
- Fundusz administracyjny – przeznaczony na finansowanie kosztów obsługi ubezpieczenia, z wyjątkiem kosztów pokrywanych ze środków funduszu składkowego lub funduszu prewencji i rehabilitacji. Ponadto ze środków funduszu administracyjnego finansowane są koszty obsługi zadań w zakresie ubezpieczenia zdrowotnego. Tworzy się go z odpisów od funduszu składkowego i od funduszu emerytalno-rentowego, w wysokości do 9% planowanych wydatków funduszu składkowego i do 3,5% planowanych wydatków funduszu emerytalno-rentowego oraz dzięki refundacji przez właściwe instytucje kosztów związanych z realizacją ubezpieczenia zdrowotnego oraz realizacją innych zadań powierzonych Prezesowi Kasy na podstawie odrębnych przepisów[8].
- Fundusz rezerwowy – przeznacza się go na likwidowanie niedoborów funduszu administracyjnego oraz funduszu prewencji i rehabilitacji[9].

### Władze
Kasą Rolniczego Ubezpieczenia Społecznego kieruje Prezes jako centralny organ administracji publicznej podległy ministrowi właściwemu do spraw rozwoju wsi. Prezesa Kasy powołuje i odwołuje Prezes Rady Ministrów, na wniosek tego ministra, złożony po zasięgnięciu opinii Rady Rolników. Na mocy art. 76 ustawy o ubezpieczeniu społecznym rolników, Prezes KRUS pełni z urzędu, pod nadzorem Rady Rolników, funkcje zarządu Funduszu Składkowego Ubezpieczenia Społecznego Rolników. Prezes KRUS może mieć jednego lub wielu zastępców. Zastępcę Prezesa Kasy powołuje i odwołuje minister właściwy do spraw rolnictwa na wniosek Prezesa złożony po zasięgnięciu opinii Rady Ubezpieczenia Społecznego Rolników.
Za realizację zadań przydzielonych poszczególnym strukturom Kasy odpowiadają przed Prezesem dyrektorzy Biur Centrali Kasy, dyrektorzy Oddziałów Regionalnych, kierownicy Placówek Terenowych oraz dyrektorzy innych jednostek organizacyjnych, tj. centrów rehabilitacji rolników i ośrodków rehabilitacyjnych.
- Dariusz Rohde – prezes KRUS od 27 marca 2024[10]
- Sylwia Dudzik – zastępca Prezesa od 17 stycznia 2024[11]
- Helena Rudzis-Gruchała – zastępca Prezesa od 15 maja 2024[12]

## Krytyka
Sens istnienia oddzielnej kasy ubezpieczenia rolniczego jest kwestionowany głównie ze względu na replikowanie całej struktury administracyjnej, w tym lekarzy orzeczników, która już funkcjonuje w ramach ZUS. Koszty własne funkcjonowania KRUS wynoszą do 5% obracanych środków (dla ZUS jest to 3%). Do 2009 roku KRUS miał zbudować kompleksowy system informatyczny, który nadal nie działał w 2012 roku, pomimo że wydano na niego 27 mln euro.
W przedstawionym w 2013 roku raporcie Najwyższa Izba Kontroli ujawniła, że KRUS w nikłym stopniu prowadzi faktyczną weryfikację uprawnień osób zarejestrowanych jako rolnicy i około 30% ze zbadanych przez NIK takich uprawnień nie posiadało. Równocześnie w tych przypadkach do NFZ składki odprowadzał zarówno KRUS, jak i ZUS, co w 30% przypadków wynikało z zaniedbań po stronie samego KRUS. NIK wskazał także na rosnące koszty własne KRUS, które przy spadku liczby ubezpieczonych stanowią coraz większą część zarządzanych przez Kasę składek.